# Naturschutzgebiet Langweiher Moor
Das Langweiher Moor ist ein Naturschutzgebiet nahe Kastl im Oberpfälzer Landkreis Tirschenreuth in Bayern.
Das Naturschutzgebiet befindet sich 2 Kilometer südwestlich von Kastl. Es grenzt direkt an den Naturpark Oberpfälzer Wald.
Das 15 ha große Areal stellt in weiten Teilen ein Übergangsmoor dar. Es ist größtenteils bewaldet und der Kiefernmoorwald dominiert. An einigen offenen Stellen sind Moortümpel zu finden. Der naturnahe Moorbereich im Naturraum des Oberpfälzer  Hügellandes beherbergt zwergstrauchreiche Hochmoor-Torfmoosgesellschaften, Birken-, Erlenbruchwälder und Bruchwaldgebüsche, Kleinseggensümpfe und Großseggenriede sowie nasse Staudenfluren.
Das Naturschutzgebiet wurde am 1. Mai 1986 ausgewiesen.